# حريق المسجد النبوي 654 هـ
حريق المسجد النبوي (654 هـ/ 1256 م) أحد أخطر الحرائق في التاريخ الإسلامي، اندلع في المسجد النبوي ليلة الجمعة الموافقة 1 رمضان 654 هـ / 28 سبتمبر 1256م، وأدى إلى انهيار سقف المسجد بالكامل، ودُمرت إثره محتويات تعود إلى عهد النبي محمد، وخلفائه الراشدين، وآثار للدولتين الأموية والعباسية، وكانت هذه الحادثة في عهد الخليفة العباسي المستعصم بالله، وفي الفترة التي سبقت سقوط الدولة العباسية على يد التتار، ويعود سببه إلى فتيل نار نسيه أحد خُدّام المسجد في المخزن، تسبب باشتعال المكان، إذ بدأ من المخزن ومحتوياته ممتدًا إلى بقية المسجد، وتزامن هذا الحريق مع فاجعة أخرى لأهل المدينة المنورة، حيث حدثت هزة أرضية أعقبها انفجار للحمم البركانية في حرة رهط الواقعة جنوب المدينة، وظلّت تتدفق لمدة 3 أشهر، وذكر المؤرخون أن هذه الحمم تنبأ بها الرسول محمد، وذُكرت في أحاديثه مسماة بـ (نار الحجاز).

## حادثة الحريق
هو أول حريق في تاريخ المسجد النبوي، وهو الذي دمر شكل المسجد الأول الذي أسسه النبي محمد وخلفاؤه، وقعت هذه الحادثة في الأول من رمضان ليلة الجمعة عام 654هـ، بعد أن فرغ المصلون من صلاة التراويح، ويرجع سبب الحريق إلى أحد خادمي المسجد، واسمه أبوبكر بن أوحد، إذ ذهب إلى مخزن يقع غرب المسجد، وكان في يده نار تضيء له الطريق، راغبًا في استخراج قناديل ينير بها جنبات المسجد كما جرت العادة، وأثناء استخراجه لها نسي النار في المخزن وخرج، وما هي إلا لحظات حتى اشتعل المخزن وأكلت النار كل شيء حولها، ويُقال بأن أبوبكر بن أوحد حاول إطفاءها دون جدوى، ويُذكر أنه مات هناك، حيث وصلت النار إلى سقف المسجد وأسقطته، ثم اتجهت نحو جنوب المسجد، فنودي إلى أمير المدينة فحضر وهبّ الناس محاولين إطفاء النار، لكنهم عجزوا عن محاصرتها، حتى أتت على المسجد كله ولم تبق فيه خشبة واحدة، وذاب الرصاص من الأساطين فسقطت، وبقيت أعمدة المسجد قائمة تتمايل مع هبوب الريح، ولم ينج من هذا الحريق سوى قبة توضع فيها الذخائر كانت تتوسط المسجد، وغرفة النبي محمد وقبره وبقية القبور فيها، وقد وثّق هذا الحريق القطب قطب الدين القسطلاني في كتابه (عروة التوثيق في النار والحريق).

## الخسائر
دمر الحريق الشكل الأول للمسجد النبوي الذي أسسه النبي محمد وخلفاؤه، إذ احترق المنبر النبوي، وجزء من سقف الغرفة النبوية، وكسوتها التي تضم إحدى عشرة ستارة، كما دمر تصاميم وزخارف ومحتويات تعود إلى الدولتين العباسية والأموية، منها الأبواب والخزائن وجميع الكتب التي حوتها مكتبة المسجد.

## إعادة بناء المسجد النبوي
حين حدث الحريق -الذي يُعد الأول- عام 654هـ، تزامن ذلك مع هجوم التتار على مناطق نفوذ الدولة العباسية، والتي كانت تحت حكم المستعصم بالله، ورغم أنه بادر وأرسل الأموال لإعادة إعمار المسجد وإصلاحه إلا أن الإصلاحات لم تتم؛ حيث توفي الخليفة عام 656هـ، وسقطت بغداد على يد التتار، فتولى هذه المهمة المماليك في مصر، ورُمم المسجد عام 661هـ، بمساهمة من ملك اليمن المظفر الذي أرسل منبرا جديدا للمسجد عوضًا عن المنبر المحترق، وساهم الظاهر بيبرس بمقصورة خشبية لتوضع حول الحاجز المخمس المطوق للحجرات النبوية عام 665هـ، ثم بُنيت قبة فوق حجرة النبي من قبل السلطان المملوكي المنصور قلاوون عام 678هـ، ثم أمر السلطان محمد بن قلاوون ببناء مئذنة رابعة للمسجد عام 706هـ.